# Arruazu
Arruazu là một đô thị trong tỉnh và cộng đồng tự trị Navarre, Tây Ban Nha. Đô thị này có diện tích là 5,73 ki-lô-mét vuông, dân số năm 2007 là 104 người.
Đô thị nằm ở độ cao 449 m trên mực nước biển.

## Biến động dân số
| Biến động dân số                                      | Biến động dân số | Biến động dân số | Biến động dân số | Biến động dân số | Biến động dân số | Biến động dân số | Biến động dân số | Biến động dân số | Biến động dân số | Biến động dân số |
| 1996                                                  | 1998             | 1999             | 2000             | 2001             | 2002             | 2003             | 2004             | 2005             | 2006             | 2007             |
| ----------------------------------------------------- | ---------------- | ---------------- | ---------------- | ---------------- | ---------------- | ---------------- | ---------------- | ---------------- | ---------------- | ---------------- |
| 110                                                   | 104              | 101              | 100              | 104              | 103              | 106              | 104              | 106              | 107              | 104              |
| Nguồn: Arruazu et instituto de estadística de navarra |                  |                  |                  |                  |                  |                  |                  |                  |                  |                  |